# Органільна група
Органі́льна гру́па (англ. organyl group) — органічна група-замісник, що має вільну валентність при атомі C, не залежно від їхнього функціонального типу. Такими групами є, наприклад, CH3CH2–, ClCH2–, CH3C(=O)–, 4-піридилметил. Органіл також вживається в сполученні з іншими термінами, як в органілтіо- (наприклад, MeS–) та органілокси.